# Championnat de Pologne de football 2006-2007
Navigation
Édition précédente Édition suivante
La saison 2006-2007 du championnat de Pologne est la 81e saison de l'histoire de la compétition, la 73e sous l'appellation « I liga ». Cette édition a été remportée par le Zagłębie Lubin, qui a été sacré pour la deuxième fois de son histoire, son dernier titre remontant à la saison 1990-1991. Il devance d'un point le GKS Bełchatów.

## Les clubs participants
- Arka Gdynia
- GKS Bełchatów
- Górnik Łęczna
- Górnik Zabrze
- Dyskobolia
- Korona Kielce
- KS Cracovia
- Lech Poznań
- Legia Varsovie
- ŁKS Łódź
- Odra Wodzisław Śląski
- Pogoń Szczecin
- Widzew Łódź
- Wisła Cracovie
- Wisła Płock
- Zagłębie Lubin

## Compétition

### Moments forts de la saison
A deux journées de la fin, le GKS Bełchatów était en tête en comptait 2 points d'avance sur le Zagłębie Lubin. Mais une défaite face au Wisla Cracovie condamnait le club à la 2e place, et profitait au Zagłębie Lubin qui disposait facilement du Widzew Łódź (4-2) chez lui. Lors de la dernière journée, le Zagłębie Lubin, victorieux du Legia Varsovie, était sacré à Varsovie, tandis que GKS Bełchatów s'imposait à Pogoń et échouait à un point du leader.

### Classement
| Rang | Équipe                      | Pts | J  | G  | N  | P  | Bp | Bc | Diff |
| ---- | --------------------------- | --- | -- | -- | -- | -- | -- | -- | ---- |
| 1    | Zagłębie Lubin              | 62  | 30 | 18 | 8  | 4  | 57 | 29 | +28  |
| 2    | GKS Bełchatów               | 61  | 30 | 19 | 4  | 7  | 63 | 32 | +31  |
| 3    | Legia Varsovie (T)          | 52  | 30 | 16 | 4  | 10 | 53 | 33 | +20  |
| 4    | KS Cracovia                 | 49  | 30 | 14 | 7  | 9  | 48 | 41 | +7   |
| 5    | Dyskobolia Grodzisk (C) (L) | 48  | 30 | 11 | 15 | 4  | 40 | 26 | +14  |
| 6    | Lech Poznań                 | 47  | 30 | 12 | 11 | 7  | 53 | 36 | +17  |
| 7    | Korona Kielce               | 47  | 30 | 14 | 5  | 11 | 41 | 34 | +7   |
| 8    | Wisła Cracovie              | 46  | 30 | 10 | 16 | 4  | 41 | 25 | +16  |
| 9    | ŁKS Łódź (P)                | 41  | 30 | 9  | 10 | 9  | 31 | 30 | +1   |
| 10   | Odra Wodzislaw Slaski       | 40  | 30 | 10 | 10 | 10 | 29 | 36 | -7   |
| 11   | Arka Gdynia                 | 40  | 30 | 10 | 10 | 10 | 43 | 39 | +4   |
| 12   | Widzew Łódź (P)             | 28  | 30 | 7  | 7  | 16 | 27 | 48 | -21  |
| 13   | Gornik Leczna               | 26  | 30 | 7  | 5  | 18 | 24 | 64 | -40  |
| 14   | Górnik Zabrze               | 25  | 30 | 6  | 7  | 17 | 30 | 51 | -21  |
| 15   | Wisła Płock                 | 23  | 30 | 4  | 11 | 15 | 20 | 47 | -27  |
| 16   | Pogon Szczecin              | 16  | 30 | 3  | 7  | 20 | 24 | 53 | -29  |

| Légende : Qualifications et relégations | Légende : Qualifications et relégations |
| --------------------------------------- | --- |
|                                         | Ligue des Champions 2007-2008 (Second tour de qualification)                                                                                   |
|                                         | Coupe UEFA 2007-2008 (Premier tour préliminaire)                                                                                               |
|                                         | Coupe Intertoto 2007 (Deuxième tour) |
|                                         | Relégation en II Liga |
|                                         | Relégation en III Liga |
|                                         | (T) : Tenant du titre 2005-2006 (C) : Vainqueur de la Coupe de Pologne 2006-2007 (L) : Vainqueur de la Coupe de la Ligue 2006-2007 (P) : Promu |

## Bilan de la saison
| Tableau d'Honneur |                     |
| Compétition       | Vainqueur           |
| Ekstraklasa       | Zagłębie Lubin      |
| Coupe de Pologne  | Dyskobolia Grodzisk |
| Coupe de la Ligue | Dyskobolia Grodzisk |

| Promotions et relégations |                                                                     |
| Relégués en II Liga       | Arka Gdynia Górnik Łęczna Wisła Płock Pogoń Szczecin                |
| Promus de II Liga         | Ruch Chorzów Jagiellonia Białystok Polonia Bytom Zagłębie Sosnowiec |

| Qualifications européennes 2007-2008 |                                   |
| Ligue des Champions                  | Qualifié                          |
| 2e tour de qualification             | Zagłębie Lubin                    |
| Coupe UEFA                           | Qualifiés                         |
| 1er tour préliminaire                | GKS Bełchatów Dyskobolia Grodzisk |
| Coupe Intertoto                      | Qualifiés                         |
| 2e tour                              | Legia Varsovie                    |

## Statistiques

### Affluences
| Club                  | Affluence moyenne  |
| --------------------- | ------------------ |
| Arka Gdynia           | 7 536 spectateurs  |
| GKS Bełchatów         | 5 513 spectateurs  |
| KS Cracovia           | 4 023 spectateurs  |
| Dyskobolia Grodzisk   | 2 289 spectateurs  |
| Górnik Łęczna         | 3 387 spectateurs  |
| Górnik Zabrze         | 8 298 spectateurs  |
| Korona Kielce         | 10 003 spectateurs |
| Lech Poznań           | 15 068 spectateurs |
| Legia Varsovie        | 10 093 spectateurs |
| ŁKS Łódź              | 5 467 spectateurs  |
| Odra Wodzisław Śląski | 3 207 spectateurs  |
| Pogoń Szczecin        | 5 467 spectateurs  |
| Widzew Łódź           | 7 695 spectateurs  |
| Wisła Cracovie        | 9 967 spectateurs  |
| Wisla Plock           | 3 142 spectateurs  |
| Zagłębie Lubin        | 6 213 spectateurs  |

## Meilleurs buteurs
| # | Joueur               | Équipe              | Buts |
| - | -------------------- | ------------------- | ---- |
| 1 | Piotr Reiss          | Lech Poznań         | 15   |
| 2 | Michał Chałbiński    | Zagłębie Lubin      | 12   |
| 2 | Adrian Sikora        | Dyskobolia Grodzisk | 12   |
| 4 | Łukasz Piszczek      | Zagłębie Lubin      | 11   |
| 5 | Tomasz Moskała (en)  | KS Cracovia         | 10   |
| 5 | Piotr Włodarczyk     | Legia Varsovie      | 10   |
| 5 | Zbigniew Zakrzewski  | Lech Poznań         | 10   |
| 8 | Janusz Dziedzic (en) | Zagłębie Lubin      | 9    |
| 8 | Radosław Matusiak    | GKS Bełchatów       | 9    |
| 8 | Mariusz Ujek         | GKS Bełchatów       | 9    |